# Ляховичское гетто
Ля́ховичское гетто — (июнь 1941 — май 1943) — еврейское гетто, место принудительного переселения евреев города Ляховичи и близлежащих населённых пунктов в процессе преследования и уничтожения евреев во время оккупации территории Белоруссии войсками нацистской Германии в период Второй мировой войны.

## Оккупация и создание гетто
Перед войной в Ляховичах проживали 3656 евреев, включая беженцев из Польши. Город находился под немецкой оккупацией три года — с 26 июня 1941 года по 6 июля 1944 года.
Реализуя нацистскую программу уничтожения евреев, немцы создавали гетто почти во всех городах и населённых пунктах Беларуси, где проживало еврейское население. Так и в Ляховичах сразу после захвата города, ещё до конца июня (в июле), оккупанты переселили евреев в гетто, территория которого занимала центр еврейского квартала с синагогой (сегодня участок около консервного завода), огороженный колючей проволокой и строго охраняемый.

## Уничтожение гетто
Комиссия содействия ЧГК по Ляховичскому району установила, что «фашисты осуществляли кровавые расправы над мирными жителями, но наиболее пострадавшей частью оказались евреи» (акт от 12 апреля 1945 г.).
Уже в июне 1941 года немцы совершили в Ляховичах первое массовое убийство, расстреляв группу евреев.
2 ноября (28 октября) 1941 года сотни евреев в Ляховичах были расстреляны, причём не членами айнзатцгрупп и не коллаборационистами, а солдатами 8 роты 727 пехотного полка вермахта.
20 июля (10 июня или 1 июля) 1942 года немцы приступили ко второму этапу ликвидации гетто Ляхович. Евреи подожгли гетто, около 1000 узников погибли, но некоторым удалось бежать.
Последние евреи в Ляховичах были убиты весной 1943 года при окончательной ликвидации гетто. Колонну узников отвели на 1 км западнее местечка и расстреляли. По неполным данным, до весны 1943 года в Ляховичах и близлежащих деревнях погибли 4725 евреев.

## Героизм и сопротивление узников
Сохранились отдельные свидетельства, как в условиях гетто, когда ужас происходящего парализовывал, евреи показывали пример высочайшего уровня духа. Например, в Ляховичах полицаи забрали Лею Левит, жену зубного врача Боруха. Муж не сомневался, что её в тот же день убили, и назавтра пришёл в жандармерию просить, чтобы его тоже расстреляли. Боруха убили, но оказалось, что Лея жива. Когда она узнала о судьбе мужа, то добровольно пришла к немцам с той же просьбой и была расстреляна. Шолом Холявский, один из руководителей восстания в Несвижском гетто и участник белорусского партизанского движения, писал: 

«Я не утверждаю, что каждый еврей в гетто участвовал в подпольном движении или боролся с врагом, но нельзя отрицать, что весь характер жизни в гетто был подпольным. Это был массовый еврейский героизм».
Известно, что весной 1943 года при проведении массового расстрела евреев (немцы предпочитали использовать эвфемизм «акция») узники гетто оказали вооружённое сопротивление убийцам. Доктор исторических наук Ицхак Арад, директор израильского Музея Катастрофы и героизма «Яд ва-Шем» в 1972—1993 годах, в 15 лет бежавший из литовского гетто, в 16 — ставший партизаном в белорусских лесах, а после войны — генералом Армии обороны Израиля, писал: 

«Люди должны знать. Мы не шли на смерть покорно и безропотно. Мы оборонялись как могли. Часто голыми руками и почти всегда без чей-либо помощи».
Исрол Прощицкий из деревни Цыгань под Ляховичами с женой и шестью несовершеннолетними детьми (старшей, Нехаме, было шестнадцать лет), скрылся в Полесье на острове среди болот и спас семью, сумев выжить там до изгнания немцев.

## Организаторы и палачи
Известны имена некоторых активных организаторов и исполнителей программы уничтожения евреев в Ляховичах: шефы жандармерии Ляховичского района Вилле и Майер, жандармские офицеры Штейга, Шмара, Ант, шеф жандармерии из Жеребковичей Пауль Янсвас, начальник железнодорожной станции «Ковали» Бивальт, жандармы Бракш и Мельде, шеф немецких имений района Георг, повар жандармерии Кубка, начальник цеха фирмы «Штерн» Тодд Бришер и другие руководители этой организации — Винпидт, Вальтер, Ерек, Гросман и Гендель. Полицаи из числа местного населения: Бурвель, Гладкий, Зуйкевич, Чорноокий, Коктыш, Ревенский, Станчик и многие другие.
Еврейское имущество расхищали полицейские, их родные и знакомые, и другие местные жители. В Ляховичах семья Лукашевичей ограбила дом соседа Ноаха Мельника. Другие соседи семьи Мельников — евреи Спровские, осенью 1941 года во время «акции» спрятались в подвале, но их квартирант Куликовский выдал хозяев литовским полицаям и забрал дом себе. Спастись сумел только Мотл Спровский, которого мобилизовали в Красную армию ещё в 1940 году (после окончания войны он выгнал Куликовского и вернул себе дом).

## Память
В книге «Память. Ляховичский район» (составитель В. Скалабан), изданной во времена СССР (1985—1989), об убийстве евреев в Ляховичах не сказано вообще ничего.
Первый памятный камень родственники расстрелянных евреев поставили в Ляховичах в 1961 году на улице имени Орловского, на месте убийства евреев весной 1943 года.
Второй памятник был установлен в 1993 году между улицами имени Орловского и Октябрьской — на братской могиле узников гетто, убитых в июле 1942 года.